# ジョルジュ・シュダンヌ
ジョルジュ・シュダンヌ（Georges Paul Chedanne 1861年9月23日 - 1940年12月30日）は、フランスの建築家。19世紀末から20世紀初頭にかけて、優麗な曲線美や装飾を施す建築を手がける。
エコール・デ・ボザールでジュリアン・ガデのアトリエに所属、1887年、ローマ大賞。留学から帰国後はホテル建築などで活躍。柔和で穏やかなアール・ヌーヴォー的曲線を多用する一方、精緻な配置理論を展開した。
レオミュール街にあるオフィスビルについては、シュダンヌ名で建築許可申請が提出されているが、設計者はシュダンヌではないという説がある。

## 主な作品
- リヴィエラ・パレスホテル、モンテカルロ、1899年
- ロイヤル・パレスホテル、オーステンデ、1899年
- テルミニュス・ホテル、リヨン、
- エリゼ・パレスホテル、パリ、1899年
- オーストリア・フランス大使館、ウィーン、1901年から1909年
- メルセデス・ホテル、パリ、1903年から1909年
- ギャルリー・ラファイェット百貨店オスマン通り店、1905年
- ギャルリー・ラファイェット百貨店増築、1906年から1908年
- ル・パリジャン新聞社、オフィスビル、1905年